# La Haja
La Haja (francès Lahage) és un municipi francès, situat a la regió d'Occitània, departament de l'Alta Garona.